# Željeznički promet u 1877.
◄◄ | ◄ | 1874. | 1875. | 1876. | 1877.  | 1878. | 1879. | 1880. | ► | ►►
Arhitektura • Astronomija • Biologija • Film • Fotografija • Glazba • Kazalište • Kemija • Kiparstvo • Knjige • Književnost • Kršćanstvo • Meteorologija • Medicina • Planinarstvo • Politika • Pravo • Promet • Slikarstvo • Šport • Znanost • Željeznički promet
Željeznički promet u 1877.

## Hrvatska i u Hrvata

### Željeznička infrastruktura
- 4. listopada – otvaranje pruge Perković – Šibenik

## Vanjske poveznice
|  | Zajednički poslužitelj ima još gradiva o temi Željeznički promet u 1877. |